# Nina Ritter
Nina Ritter (* 26. Januar 1981 in Hamburg) ist eine ehemalige deutsche Eishockeynationalspielerin, die den Großteil ihrer Karriere beim Hamburger SV spielte. Nina Ritters Geschwister Thea und Paul sind ebenfalls Eishockeyspieler.

## Karriere
Als Neunjährige kam Nina Ritter zum Eishockey, als sie durch Zufall an einem Eishockeytraining in Stellingen teilnahm. Da es kein Mädchenteam gab, spielte Ritter mit männlichen Altersgenossen. Sie spielte später für den Altonaer SV in der Niedersachsen-Liga, den FTV Hamburg und debütierte für den KEV Hannover in der Fraueneishockey-Bundesliga. 1997 debütierte sie für die deutsche Nationalmannschaft.
Im Jahr 2000 verbrachte sie neun Monate in Schweden, als sie in Kinna ihren Europäischen Freiwilligendienst ableistete. Im nahen Vedigge spielte sie für das dortige Eishockeyteam Veddige HK. Nach ihrer Rückkehr wechselte sie zum SC Riessersee und gehörte ab Juli 2001 zur Sportförderkompanie der Bundeswehr in Sonthofen.
Im Jahr 2002 wechselte schließlich zur Frauen-Eishockeymannschaft des Hamburger SV.
Ab 2000 war Ritter festes Mitglied der Nationalmannschaft, mit der sie an den Weltmeisterschaften 2000, 2001, 2005 und 2008 teilnahm.
Beruflich diente die Abwehrspielerin zwei Jahre als Sportsoldatin bei der Bundeswehr und studierte anschließend an der Hochschule für Angewandte Wissenschaften Hamburg Ökotrophologie.

## Erfolge
- WM-Teilnahme 2000, 2001, 2005, 2008
- Air Canada Cup 2003, 2004
- Teilnahme an den Olympischen Winterspielen 2002 – 6. Platz